# جون فرانسيس هامترامك كليبورن
جون فرانسيس هامترامك كليبورن (بالإنجليزية: John Francis Hamtramck Claiborne) (و. 1809 – 1884 م)هو سياسي، ومحامي، ومؤرخ من الولايات المتحدة الأمريكية . ولد في ناتشيز، مسيسيبي .
وهو عضو في الحزب الديمقراطي الأمريكي .
توفي في ناتشيز، مسيسيبي .